# Študlov (district de Zlín)
Pour les articles homonymes, voir Študlov.
Študlov (en allemand : Studlow) est une commune du district et de la région de Zlín, en République tchèque. Sa population s'élevait à 499 habitants en 2020.

## Géographie
Študlov se trouve à 21 km au sud-sud-est de Vsetín, à 32 km à l'est-sud-est de Zlín et à 282 km à l'est-sud-est de Prague.
La commune est limitée par Horní Lideč au nord, par Střelná au nord et à l'est, la Slovaquie à l'est, par Nedašova Lhota au sud, et par Valašské Příkazy à l'ouest.

## Histoire
La première mention écrite du village date de 1422.
Au début de l'année 2021, la commune a été transférée du district de Vsetín au district de Zlín.